# Sveti Tomaž
Sveti Tomaž, apostol in svetnik, * okoli leta 0, Galileja, † 72, Indija (po izročilu).
Tomaževo pravo ime je bilo verjetno Juda, vendar to ni povsem zanesljivo. Tomaž
(aramejsko תאומא‎ [Tauma]) je vzdevek, ki pomeni Dvojček. Ta vzdevek je v grških novozaveznih spisih po navadi zapisan kot starogrško Θωμᾶς [Thomas], včasih pa je tudi preveden v grščino:
starogrško Δίδυμος [Didimos] = Dvojček.
Sveti Tomaž je bil eden izmed dvanajstih apostolov. Najbolj je znan po dogodku, ki je omenjen v Evangeliju po Janezu: Ko se je Jezus po vstajenju od mrtvih prikazal apostolom, Tomaža ni bilo zraven in zato jim ni hotel verjeti. Rekel je, da bo verjel v Jezusovo vstajenje, samo če se bo lahko dotaknil njegovih ran. Čez osem dni se je Jezus prikazal tudi Tomažu in takrat je Tomaž začel verjeti v Jezusovo vstajenje (glej tudi Jn 20,24-29). Zaradi tega dogodka se mu reče tudi neverni ali nejeverni Tomaž. Izraz nejeverni Tomaž je prešel tudi v splošno pogovorno rabo in označuje človeka, ki je pretirano skeptičen.
Tomaž je bil eden prvih oznanjevalcev krščanstva, ki so se odpravili proti Vzhodu. Viri iz prvih stoletij pravijo, da je prišel celo do Indije.
Sveti Tomaž goduje 3. julija po katoliškem koledarju. Po pravoslavnem koledarju goduje 6. oktobra, poleg tega pa mu je posvečena prva nedelja po veliki noči - Tomaževa nedelja.